# Harkat ul-Mujahideen
Harkat ul-Mujahideen és una organització guerrillera de Caixmir que es va fundar el 1998 però en realitat va continuar el Harkat-ul-Ansar que havia estat inclosa a la llista d'organitzacions terroristes.
El secretari general Masood Azhar, el comandant Sajjad Afghani i el comandant Nasarullah Manzoor Langaryal entre d'altres, foren capturats pels indis. El primer fou alliberat i va fundar el Jaish-e-Mohammad Mujhaeddin E-Tanzeem, unint els seus fidels amb el grup Al-Urma
Anteriorment, el 1983 havia existit Harakat ul-Mujahedin que el 1985 va formalitzar la fusió amb un altre grup donant origen al Harkat ul-Ansar.